# Comté de Pennington (Dakota du Sud)
Pour le comté du Minnesota, voir Comté de Pennington (Minnesota).
Le comté de Pennington est un comté situé dans l'État du Dakota du Sud, aux États-Unis. En 2020, sa population est de 109 222 habitants. Son siège est Rapid City.

## Histoire
Créé en 1875, le comté est nommé en l'honneur de John L. Pennington (en), gouverneur du territoire du Dakota de 1874 à 1878.

## Villes du comté
- Cities :
  - Box Elder
  - Hill City
  - New Underwood
  - Rapid City
- Towns :
  - Keystone
  - Quinn
  - Wall
  - Wasta
- Census-designated places :
  - Ashland Heights
  - Caputa
  - Colonial Pine Hills
  - Green Valley
  - Johnson Siding
  - Rapid Valley

Sculpture du Mount Rushmore.
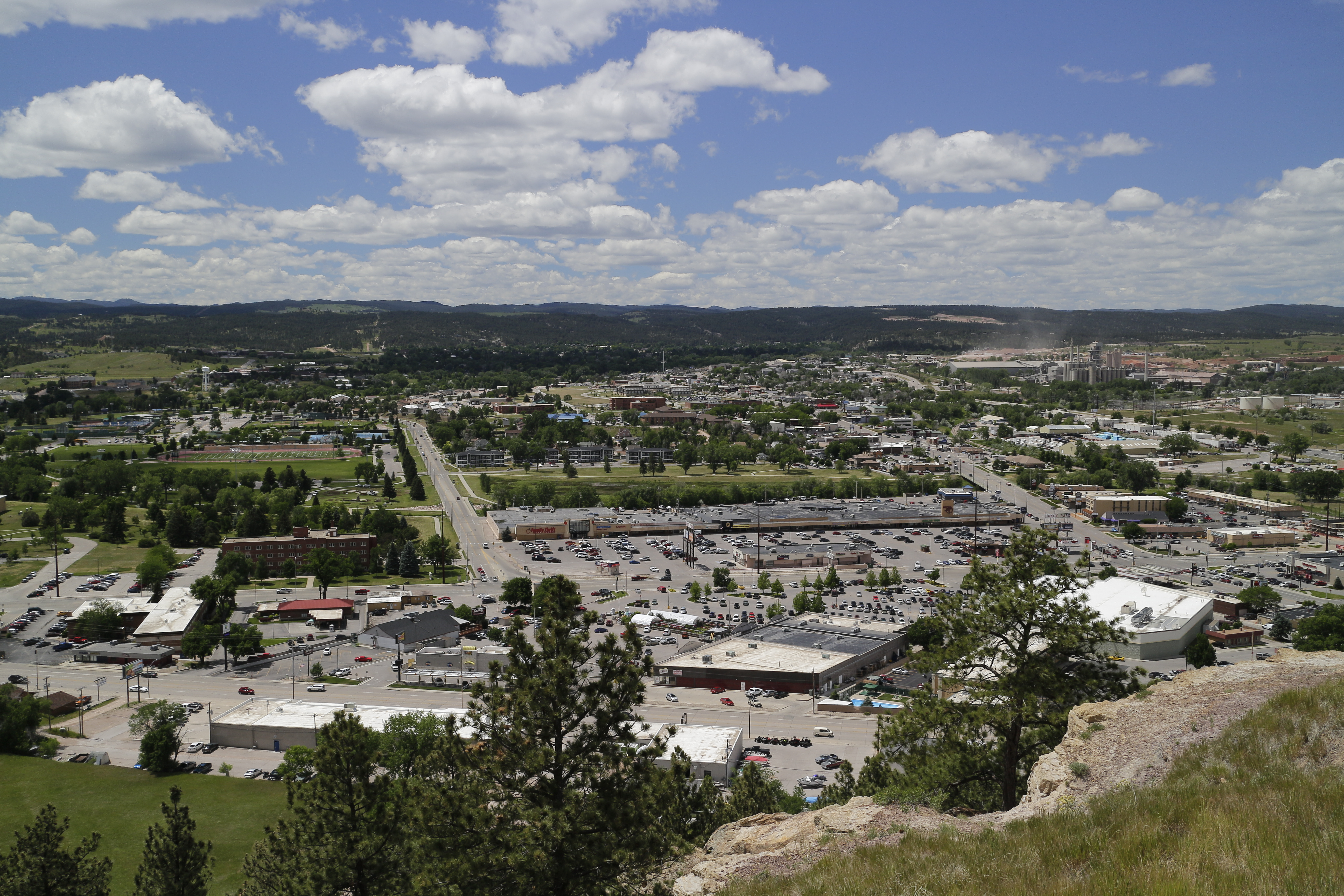
Rapid City.
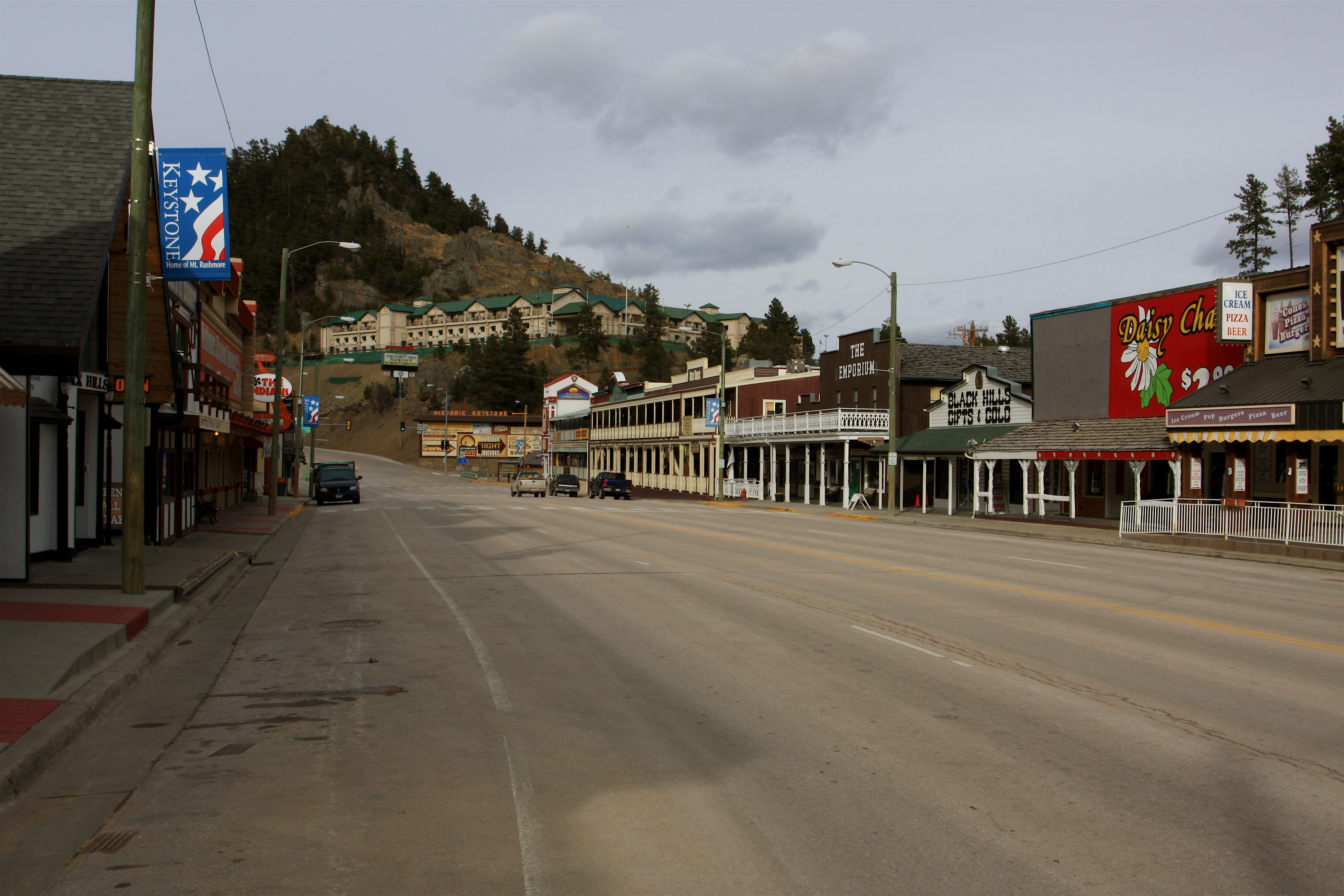
Keystone.
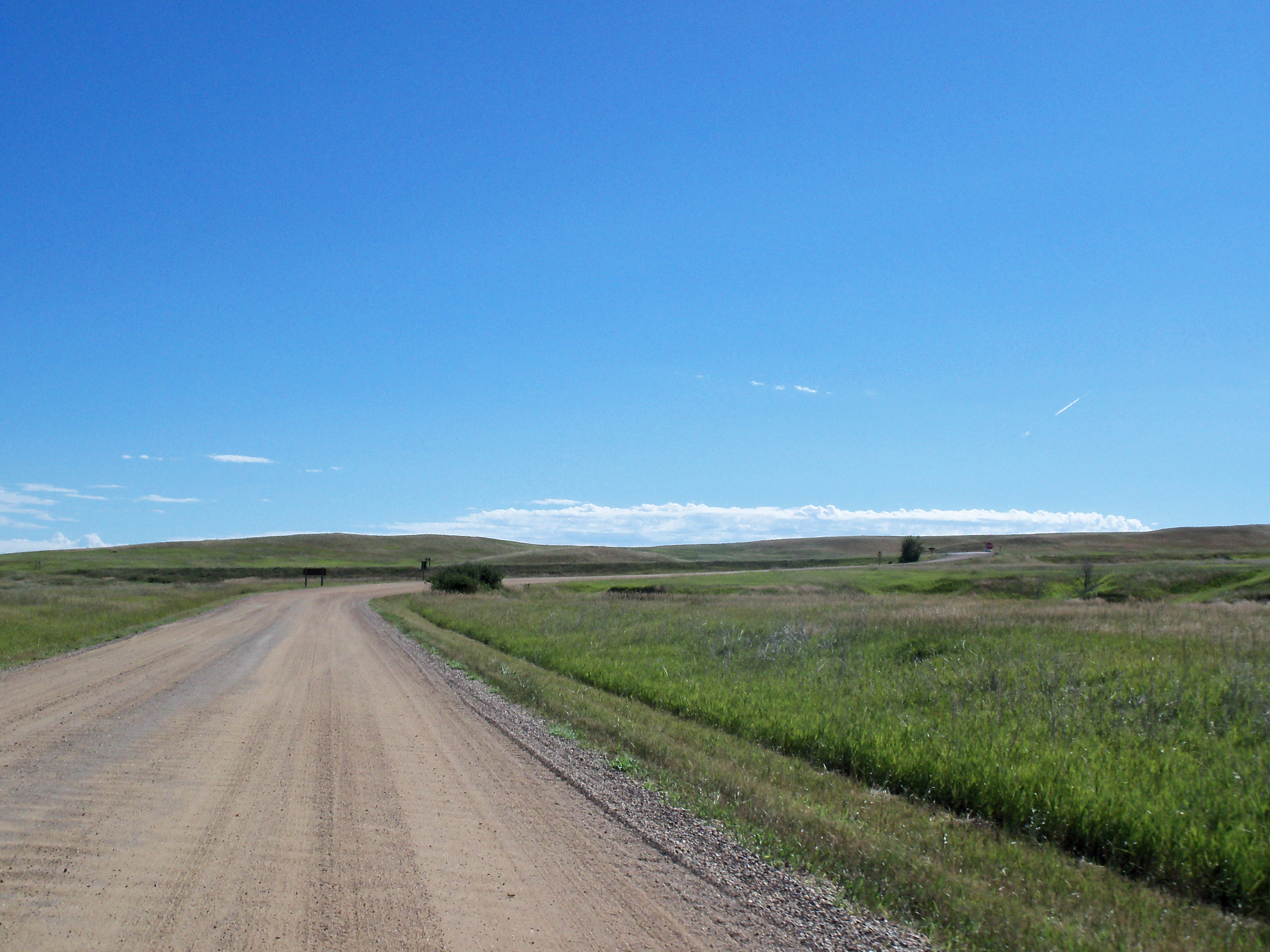
Sage Creek Road.
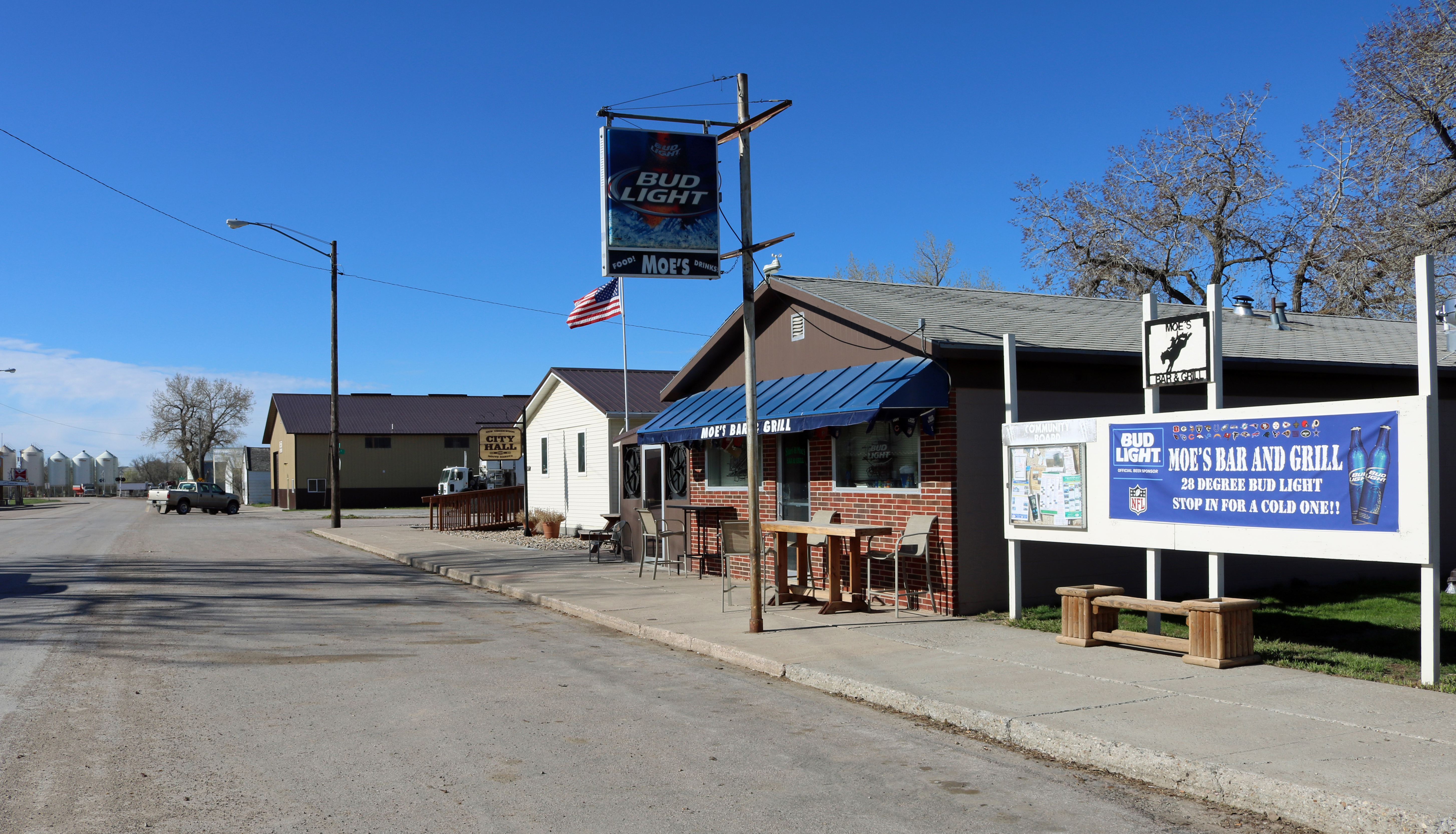
New Underwood.

## Démographie
Selon l'American Community Survey, en 2010, 94,75 % de la population âgée de plus de 5 ans déclare parler l'anglais à la maison, 1,79 % l'espagnol, 1,17 % navajo ou dakota, 0,72 % l'allemand et 1,57 % une autre langue.
| 1880  | 1890  | 1900  | 1910   | 1920   | 1930   |
| ----- | ----- | ----- | ------ | ------ | ------ |
| 2 244 | 6 540 | 5 610 | 12 453 | 12 720 | 20 079 |

| 1940   | 1950   | 1960   | 1970   | 1980   | 1990   |
| ------ | ------ | ------ | ------ | ------ | ------ |
| 23 799 | 34 053 | 58 195 | 59 349 | 70 361 | 81 343 |

| 2000   | 2010    | - | - | - | - |
| ------ | ------- | - | - | - | - |
| 88 565 | 100 948 | - | - | - | - |

## Aires protégées
- Badlands Wilderness est une aire protégée dans le comté, au sein du Parc national des Badlands.
- Mount Rushmore National Memorial, où se trouve le Blackberry Trail.